# John Vernon Sheardown
John Vernon Sheardown (Windsor, 11 de outubro de 1924 - Ottawa, 30 de dezembro de 2012) foi um diplomata canadense.
Sheardown e a esposa trabalhavam no consulado canadense, na cidade de Teerã, na ocasião da Crise dos reféns americanos no Irã. No cargo de agente de imigração do consulado, sua participação foi decisiva para o resgate de funcionários da embaixada norte-americano no caso intitulado Canadian Caper. Foi ele tem trouxe os norte-americanos para se esconderem na embaixada e articulou, junto com a CIA, o plano de resgate.. 
Por sua conduta e heroísmo, recebeu em 1980 a Ordem do Canadá. Sua esposa, Zena Sheardown, foi condecorada com a mesma honraria somente em 1981, depois da intervenção da Secretária de Estado Flora MacDonald, pois Zena, como cidadã britânica, inicialmente não tinha condições de receber esta manifestação honrosa nacional. Kenneth continuou a desempenhar o cargo de diplomata em várias países e aposentou-se me 1989. 
No filme para televisão Escape from Iran: The Canadian Caper de 1981, ele e a esposa foram retratados. No filme Argo, de 2012, o diretor Ben Affleck cortou o casal do roteiro original.